# Albert Freyhoffer
Albert Freyhoffer é um artista plástico e escultor francês.

## Obras
- Oito de suas obras ("O Índio desbravando a selva", "Os Bandeirantes", "O carro de boi", "Na cidade e no campo", "A diligencia", "A construção das estradas", "O casal de caboclos e seu animal de transporte", e "O automóvel") foram feitas especialmente para serem expostas no Monumento Rodoviário da Rodovia Presidente Dutra.[2] Todas elas são de baixo relevo, e ficam na porção externa do monumento.[3] Essas obras lhe valeram um Grande Prêmio na Exposição Internacional de Paris.[4]

- "Monumento à Fritz Müller", na praça Fritz Müller, em Blumenau-SC.[5] A obra foi inaugurada no dia 20 de maio de 1929[6]

- É dele também a obra em baixo relevo, com o tema as riquezas do Brasil, presente no hall de entrada do Palácio do Comércio, no Rio de Janeiro.[7][8]